# Gigabyte
Un gigabyte, que también se conoce por su abreviatura GB, es una unidad de almacenamiento de información estandarizada y se suele utilizar en el ámbito computacional. Esta unidad equivale exactamente a 109 (1 000 000 000 -mil millones-) de bytes, la unidad más pequeña de información. El término giga proviene del griego γίγας (guigas) que significa «gigante». En lengua coloquial, gigabyte se abrevia a menudo como «giga»: «Esta computadora tiene 64 gigas de RAM».
Muchas veces se confunde con 230 bytes, igual a un gibibyte de acuerdo con las normativas IEC 60027-2 y la IEC 80000-13:2008 publicadas por la Comisión Electrotécnica Internacional.
Como resultado de esta confusión, el término «gigabyte» resulta ambiguo, a no ser que se utilice un solo dígito de precisión. Conforme aumenta la capacidad de almacenamiento y transmisión de los sistemas informáticos, se multiplica la diferencia entre el uso binario y el decimal. El uso de la base binaria, no obstante, tiene ventajas durante el diseño de hardware y software. La RAM se mide casi siempre en potencias de dos; por otro lado, la gran mayoría de los dispositivos de almacenamiento se miden en base diez.